# Турово (городской округ Истра)
Турово — деревня в городском округе Истра Московской области. Входит в состав муниципального образования «Городское поселение Снегири». Население — 22 чел. (2010), в деревне 7 улиц, приписаны дом отдыха Лесная Поляна и 3 садовых товарищества, деревня имеет автобусное сообщение.
Находится примерно в 14 километрах к востоку от Истры, в 3 километрах к северу от города Дедовск, там же ближайшая железнодорожная станция, высота центра деревни над уровнем моря — 207 м. Соседние населённые пункты: Петровское в 1 км на запад и Надовражино — в 1 км севернее.

## Население
| 2002 | 2006 | 2010 |
| ---- | ---- | ---- |
| 1    | ↗3   | ↗22  |

## История
В XVII—XVIII веках деревня Турово относилась к Горетову стану Московского уезда, в конце XVIII века вошла в Воскресенский, затем в Звенигородский уезд Московской губернии.
Законом Московской области от 28 февраля 2005 года № 86/2005-ОЗ деревня была включена в состав городского поселения Снегири, до этого входила в Ленинский сельский округ.